# What Next, Corporal Hargrove?
What Next, Corporal Hargrove? (deutsch Wie geht's weiter, Corporal Hargrove? oder auch Was nun, Corporal Hargrove?) ist der Titel einer US-amerikanischen Kriegsfilmkomödie von Richard Thorpe aus dem Jahr 1945. Als ein schusseliger Soldat und sein raffiniert vorgehender Vorgesetzter und Freund im Zweiten Weltkrieg nach Frankreich versetzt werden, erobern sie ein kleines Städtchen im Sturm. Der Film stellt eine Fortsetzung der Filmkomödie See Here, Private Hargrove von 1943 dar, in der Robert Walker und Keenan Wynn in denselben Rollen zu sehen waren, deren Charaktere von Marion Hargrove geschaffen wurden. Die Hauptrollen sind mit  sowie Jean Porter besetzt.

## Handlung
Kurze Zeit nach der Invasion am D-Day im Juni 1944: Die Soldaten der in der Normandie gelandeten  alliierten Streitkräfte befinden sich auf dem Weg nach Paris. Die B-Batterie der Feldartillerie 352 wird von der Karawane getrennt, als ein Lkw der Artillerie im Schlamm steckenbleibt. Als es Corporal Marion Hargrove, dem Kommandanten der Geschützmannschaft nicht gelingt, die Karawane einzuholen, führt er seine Männer in die französische Kleinstadt Mardenne, aus der gerade erst die deutschen Besatzer abrücken mussten. Die Bürger der Stadt glauben, dass ihre Befreier zurückgekommen seien und feiern die Männer als Helden. Quidoc, der Bürgermeister des Städtchens, heißt Hargrove herzlich willkommen und stellt ihm auch seine attraktive Tochter Jeanne vor. Als Jeanne Hargrove später die Stadt zeigt, gibt er sich reserviert angesichts der Tatsache, dass er in seiner Heimat eine Freundin hat, der er treu bleiben will.
Unterdessen genießt Thomas Mulvehill aus Hargroves Einheit die Gastfreundschaft im Städtchen und versucht, das Vertrauen der Einwohner für sich zu nutzen. Als die Männer dann Mardenne wieder verlassen müssen, haben die Stadtoberen eine große Abschiedszeremonie vorbereitet. Nicht so gut hingegen ist Hargrove Alleingang bei seiner vorgesetzten Dienststelle angekommen, er wird im Rang herabgestuft und bekommt als Bestrafung auferlegt, eine Müllgrube auszuheben. Allerdings ändert sich die Situation zu Hargroves Gunsten schnell wieder, als man in Mardenne auf Schwierigkeiten stößt, was das Vertrauen und die Zusammenarbeit angeht. So holt man Hargrove und seine Männer zurück, die nun beim Aufbau einer Militärregierung helfen sollen. Die Zurückgekehrten werden in dem Städtchen auch diesmal herzlich aufgenommen. Besonders Jeanne freut sich so sehr, dass sie Hargrove einen Kuss gibt. Hargroves Ansinnen an seine Vorgesetzten, Jeanne von seiner Freundin, die zu Hause auf ihn warte, erzählen zu dürfen, wird abgelehnt, da die Armee Befürchtungen hegt, dass dies nachteilige Auswirkungen auf die Zusammenarbeit von Militärpolizei und Stadtverwaltung haben könnte.
Mulvehill kommt bei den Mardenner Bürgern nicht so voran, wie er sich das vorgestellt hat, und wird sogar selbst Opfer einer ihm von dem Uhrmacher Marcel Vivin vertraulich gegebenen Information. Vivin verkauft ihm eine Karte, die den genauen Standort von wertvollen Uhren anzeigt, die angeblich in einem Pariser Keller lagern sollen. Da seine Einheit aber in Mardenne festsitzt, was er auf Jeannes Verliebtheit zu Hargrove zurückführt, veranlasst Mulvehill heimlich, dass Jeanne die Stadt verlässt, um sich dem französischen Frauenarmeekorps anzuschließen. Alsbald erhalten Hargrove und seine Division dann auch den Befehl, sich nun wieder der alliierten Truppenbewegung in Richtung Paris anzuschließen. Hargrove und Mulvehill verirren sich jedoch auf dem Weg zum Versorgungsdepot in Paris. Mulvehill sieht das als Chance, nach den versteckten Uhren zu suchen, ohne zu ahnen, dass Vivin ihn hereingelegt hat. Sie werden jedoch von Militärpolizisten ertappt und verhaftet, mit der Begründung, Fahnenflucht begangen zu haben.
Mulvehill gelingt es, seine und Hargroves Freilassung zu erreichen, da er dem Militärkaplan auftischt, Hargrove habe seinen Posten nur verlassen, um seine Verlobte zu sehen. Diese Lüge wird jedoch nicht zuletzt durch Jeanne aufgedeckt, die abstreitet, mit Hargrove liiert zu sein. Hargrove hat nun genug von Mulvehills Tricks und Geschichten und kehrt allein ins Lager zurück und bittet um eine angemessene Bestrafung. Als Mulvehill dann jedoch als vermisst gilt, macht er sich zusammen mit Sergeant Cramp auf die Suche nach seinem Kameraden und findet ihn in Paris. Gerade noch rechtzeitig kehrt das Trio zu seiner Einheit zurück, um an einer erfolgreichen Militäroffensive teilnehmen zu können.

## Produktion

### Produktionsnotizen
Laut Hollywood Reporter vom Juli 1945 hat MGM Marion Hargrove 100.000 US-Dollar für die Verwendung seines Namens im Film gezahlt. Die Dreharbeiten begannen am 19. Juli und endeten Anfang September 1945. Sie fanden unter anderem auch im Marine Corps Base Camp Pendleton nördlich von San Diego in Südkalifornien statt.

### Wissenswertes über Hargrove
Nach dem Erfolg der Filme, die seinen Namen tragen, wurde Hargrove (1919–2003) Drehbuchautor und erstellte Drehbücher für Spielfilme und Fernsehserien wie Maverick, Fantasy Island und Die Waltons. Für sein Drehbuch zu dem Musikfilm Music Man (1962) wurde er mit einem Writers Guild of America Award ausgezeichnet.

### Veröffentlichung
Der Film wurde am 21. November 1945 in den USA erstmals aufgeführt. Im Vereinigten Königreich (London) kam er am 25. Januar 1946 in die Kinos und in Mexiko am 27. November 1947. Veröffentlicht wurde er zudem in Brasilien, Italien und Spanien. In der Bundesrepublik Deutschland wurde er nicht veröffentlicht. Es existiert auch keine deutsch synchronisierte Fassung.

## Rezeption

### Kritik
Bosley Crowther schrieb in der New York Times, vor zwei Jahren habe sich Hargrove als verspielter, aber fröhlicher GI in dem ersten Kinofilm See Here, Privat Horgreve um die Gunst des Publikums bemüht. In dem jetzigen Film als Unteroffizier sei er weniger ansprechend. Er agiere etwas ungeschickt und unnatürlich und die Handlung beschränke sich darauf, dem Publikum eine Farce zu bieten. Die verschiedenen Handlungsabschnitte seien albern, bemüht und teils geschmacklos und lächerlich. Und merkwürdigerweise mangele es dem Film auch an Heiterkeit. Robert Walker spiele seine Figur oberflächlich und Keenan Wynn wiederhole seine Rolle eines ungezügelten Farceurs. Chill Wills sei wieder der blechern agierende Sergeant und eine kleine Schauspielerin namens Jean Porter spiele ein französisches Mädchen, das sich in Hargrove verliebt, wie in einer musikalischen Komödie. Eine Bande weiterer Schauspieler spiele ungestüm Franzosen und GIs. Nach diesem Film könne man nur hoffen, dass die Figur Hargrove nicht in weiteren Filmen auftrete.

### Auszeichnung
Harry Kurnitz war 1946 in der Kategorie „Bestes Originaldrehbuch“ für einen Oscar nominiert, der jedoch an Richard Schweizer und das Filmdrama Marie-Louise ging.